# Omono-gawa
Le fleuve Omono (雄物川, Omono-gawa) est un cours d'eau de la préfecture d'Akita au Japon dans la région de Tōhoku. 

## Géographie
Le fleuve Omono, long de 133 km, prend sa source au mont Daisen, dans l'ouest d'Yuzawa. Son cours traverse les villes d'Yuzawa, Yokote puis Daisen et rejoint la rivière Iwami (ja), à Akita, environ 8 km avant de se jeter dans la mer du Japon.
Le bassin versant du fleuve Omono, d'une superficie de 4 170 km2, couvre essentiellement toute la moitié sud de la préfecture d'Akita.